# Stratocumulus maritime
Pour l’article homonyme, voir Stratus (homonymie).
Un stratocumulus maritime  est un type de stratocumulus se formant dans une masse d'air stable sur les côtes ouest des continents. Les climatologues étudient la structure détaillée des stratocumulus maritimes pour comprendre leur influence sur le climat, en particulier l'effet de leur albédo élevé sur le bilan énergétique de l'atmosphère.

## Prévalence des nuages
Les stratocumulus maritimes sont fréquents sur les côtes ouest des continents aux latitudes subtropicales. Par exemple, Lima est connue pour avoir un temps très frais eu égard sa latitude et la ville a souvent un temps maussade. De la même manière, San Diego est connue pour être très fraîche en début d'été (en:June Gloom) tandis qu'au même moment il peut y avoir des températures caniculaires à Imperial Valley. 

### Principe de formation
La Terre tourne autour de son axe générant la force de Coriolis qui retire l'eau de surface de la côte aux latitudes moyennes. Cela a pour résultat de provoquer la remontée d'eaux froides à la surface qui vont refroidir l'air au-dessus de la mer. Ce refroidissement de l'air au niveau de la mer va provoquer une inversion de température importante au-dessus la couche de surface. Comme l'air est refroidi jusqu'à atteindre son point de rosée, la vapeur d'eau va se condenser et pour former un nuage. Cette inversion de température va annihiler toute convection partant du sol et donc des nuages de type stratiforme vont se former. Les bulles convectives individuelles dans ces nuages ont peu d’extension verticale, généralement moins de 2 km. 
Les stratocumulus maritimes se forment principalement au printemps et au début de l'été lorsque l'eau est plus froide que l'air environnant et donc il se produit une inversion de température. L'inversion de température est la plus prononcée à l'aube et donc ces nuages atteindront leur épaisseur maximale tôt le matin. Ils se forment en préférence par situation
situation anticyclonique.

### Dynamique de la couverture nuageuse
Au cours de la nuit, l'atmosphère se refroidit tandis que la température de la mer reste constante. Ainsi, des ascendances thermiques vont se former la nuit (la température potentielle reste uniforme jusqu'à la couverture nuageuse) et il y a donc un phénomène de couplage et donc les stratocumulus vont s'épaissir tandis que durant la journée, la couche nuageuse va être découplée et va s'amincir et voire disparaître. Durant la nuit, la vitesse verticale des courants ascendants va être significative et souvent dépasser le mètre par seconde.

### Vitesses verticales et crachin
Les stratocumulus (que l'on pourrait souvent appeler stratus) engendrent souvent des précipitations faibles sous forme de crachin à partir de leurs parties les plus épaisses. Des courants ascendants de faible ampleur peuvent se former à l'intérieur du nuage qui prend alors une forme cumuliforme et donc devient localement plus épais,.
Les ascendances sont en général de l'ordre de 0,5 m/s mais elles peuvent être localement plus importantes et atteindre jusqu'à
3 m/s.

## Type actinoforme

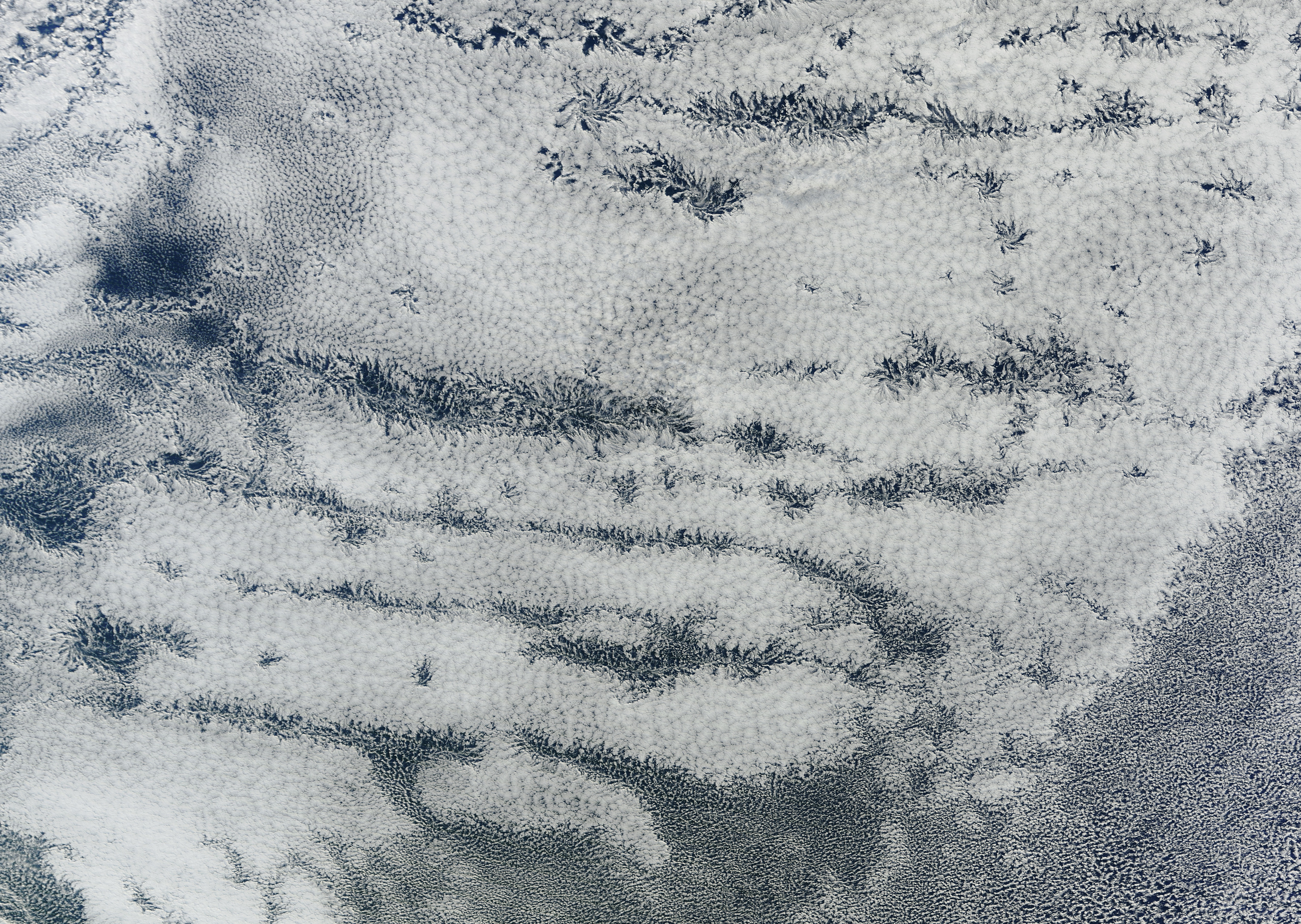
Zone de nuages actinoformes vue de l’espace

Les nuages actinoformes (du grec ancien pour rayon) sont une variété des stratocumulus maritimes prenant une forme fractale où les nuages sont disposés sur des rayons.  Ces formations peuvent s’étendre en séries et couvrir de grandes étendues, la figure fractale pouvant répéter jusqu’à 6 fois l'unité de base. D'un rayon pouvant couvrir jusqu’à 300 km, il était impossible de noter cette organisation avant le développement du satellite météorologique. 
Sur une image satellitale, ces zones nuageuses se démarquent du reste de la masse nuageuse par leur ressemblance à des feuilles ou aux rayons d’une roue. La raison de cet arrangement de méso-échelle n’est pas connue mais il existe des indices qui amènent les chercheurs à penser que ça peut être dû à une optimisation de l’échange de chaleur entre la radiation solaire et la production de précipitations. 

### Découverte et climatologie
Les zones actinoformes ont été découvertes durant les années 1960 par le satellite TIROS V. Elles semblaient rares et fortuites, résultant de la transition entre des zones de cellules convectives distinctes à des zones où la convection était généralisée. Cependant, à la fin des années 1990, leur recensement a montré qu’elles étaient un phénomène à part et plus généralisé. Ainsi, une étude des images de la côte ouest du Pérou par le spectroradiomètre multi-angles du satellite Terra a montré l’apparition de nuages actinoformes environ un quart du temps que des stratocumulus marins étaient recensés. D’autres études ont montré que ces zones étaient fréquentes, en particulier le long de la côte ouest des continents comme au large de la Namibie, de l’Australie-Occidentale et du sud de la Californie mais rarement près de l’équateur. De plus, les actinoformes sont observés en toute saison et quand le vent les pousse sur la côte, elles donnent du temps maussade persistant avec bruine.